# Stentjärnarna (Sorsele socken, Lappland, 728310-152160)
Stentjärnarna är en sjö i Sorsele kommun i Lappland och ingår i Umeälvens huvudavrinningsområde. Stentjärnarna ligger i Vindelfjällen Natura 2000-område.